# Grande potencial
O Grande Potencial é uma quantidade usada em física estatística para tratar especialmente processos irreversíveis em sistemas abertos.
O grande potencial é definido por
{\displaystyle \Phi _{G}\ {\stackrel {\mathrm {def} }{=}}\ U-TS-\mu N}
onde {\displaystyle U} é a energia, {\displaystyle T} a temperatura do sistema, {\displaystyle S} a entropia, {\displaystyle \mu } é o potencial químico, e {\displaystyle N} é o número de partículas do sistema.
A diferencial do grande potencial é dada por
{\displaystyle d\Phi _{G}=-SdT-Nd\mu -PdV}
onde {\displaystyle P} é a pressão e {\displaystyle V} é o volume, usando a relação termodinâmica fundamental (combinados primeira e a segunda lei da termodinâmica);
{\displaystyle dU=TdS-PdV+\mu dN}
Quando o sistema está em equilíbrio termodinâmico, {\displaystyle d\Phi _{G}} é um mínimo. Isto pode ser visto, considerando que {\displaystyle d\Phi _{G}} é zero se o volume é fixo e a temperatura e potencial químico cessaram de evoluir.

## Energia Livre de Landau
Alguns autores referem-se a energia livre de Landau ou potencial de Landau como:
{\displaystyle \Omega \ {\stackrel {\mathrm {def} }{=}}\ F-\mu N=U-TS-\mu N}
nomeado após o físico russo Lev Landau, que pode ser um sinônimo para o grande potencial, dependendo estipulações do sistema. Para sistemas homogêneos, obtém-se {\displaystyle \Omega =-PV\,\;}

## Grande potencial para sistemas homogêneos versos não homogêneos
No caso de um tipo de escala invariante de sistema (um sistema em que o volume de {\displaystyle \lambda V} tem exatamente o mesmo conjunto de microestados como {\displaystyle \lambda } sistemas de volume de {\displaystyle V}), depois, quando se aumenta o sistema com novas partículas, a energia fluirá a partir do reservatório para preencher o novo volume com uma nova extensão homogénea do sistema original. A pressão, então, deve ser constante no que diz respeito às alterações no volume: {\displaystyle (\partial \langle P\rangle /\partial V)_{\mu ,T}=0}, e as partículas e todas as quantidades aumentadas (número de partículas, de energia, de entropia, potenciais, ...) devem crescer linearmente com o volume, por exemplo, {\displaystyle (\partial \langle N\rangle /\partial V)_{\mu ,T}=N/V}. Neste caso, temos simplesmente {\displaystyle \Phi _{G}=-\langle P\rangle V}, bem como a relação familiarizadas {\displaystyle G=\langle N\rangle \mu } para a energia livre de Gibbs. O valor de {\displaystyle \Phi _{G}} deve ser entendido como o trabalho que extrai do sistema, reduzindo-o a nada (colocar todas as partículas e energia de volta para o reservatório). O fato é que {\displaystyle \Phi _{G}=-\langle P\rangle V} é negativo, implica que leva energia a realizar esta extração. Tal escala homogénea não existe em muitos sistemas. Por exemplo, quando se analisa o conjunto de elétrons numa única molécula, ou mesmo um pedaço de metal flutuando no espaço, a duplicação do volume do espaço faz o dobro do número de elétrons no material.
O problema aqui é que, apesar de elétrons e energia são trocados com um reservatório, o material anfitrião não é permitido mudar. Geralmente em pequenos sistemas, ou sistemas com interações de longo alcance ( aqueles que estão fora do limite termodinâmico), {\displaystyle \Phi _{G}\neq -\langle P\rangle V}.

## Gás Ideal
Para um gás ideal,
{\displaystyle \Phi _{G}=-k_{B}T\ln(\Xi )=-k_{B}TZ_{1}e^{\beta \mu }}
onde {\displaystyle \Xi } é o grande função de partição, {\displaystyle k_{B}} é a constante de Boltzmann, {\displaystyle Z_{1}} é a função de partição para uma partícula e {\displaystyle \beta ={\frac {1}{{k_{B}}T}}} é o inverso da temperatura. O fator {\displaystyle e^{\beta \mu }} é o fator de Boltzmann.